# Lingua limburghese

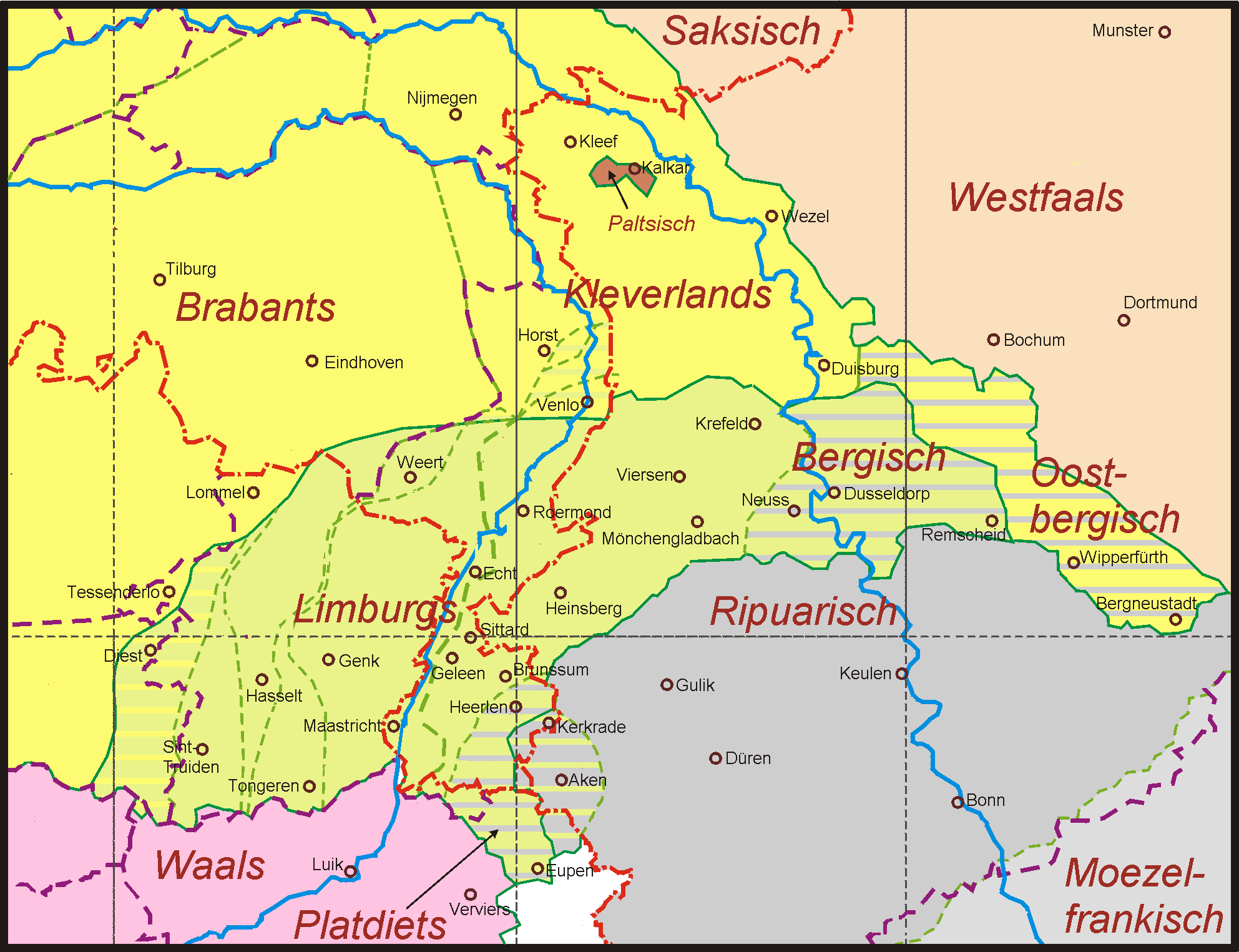
le lingue e i dialetti lungo la Mosa e il Reno col limburghese in verde

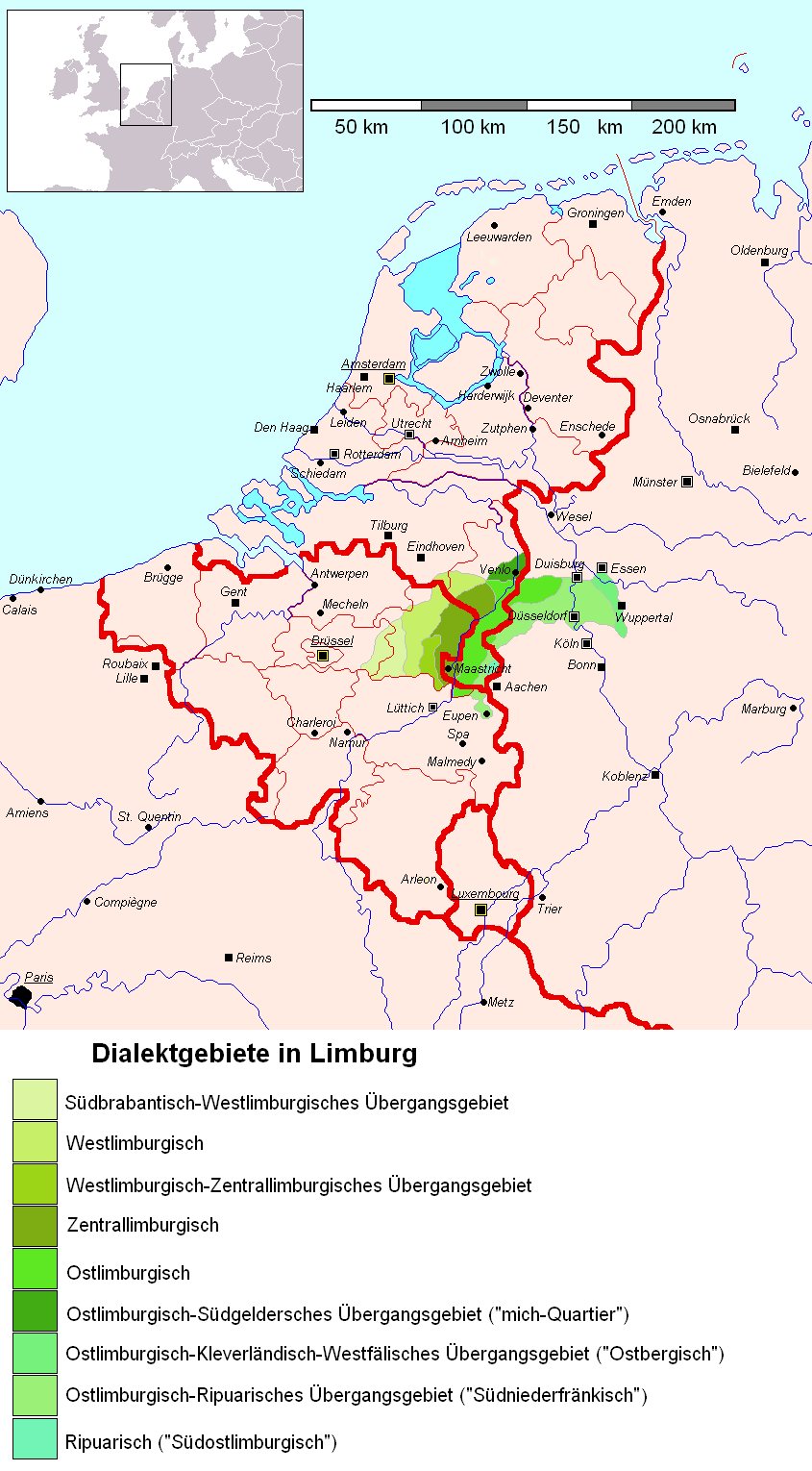
Ubicazione del limburghese e dei suoi dialetti

Il limburghese (nome nativo Limburgs o Lèmburgs, in nederlandese Limburgs, in tedesco Limburgisch, in francese limbourgeois) è una lingua comprendente un gruppo di dialetti basso franconi parlati nella regione del Limburgo, al confine tra Germania, Belgio e Paesi Bassi.
La zona è circoscritta tra le città di Venlo, Düsseldorf, Aquisgrana, Maastricht e Hasselt. Il Limburghese è riconosciuto come lingua regionale (streektaal) nei Paesi Bassi e riceve una protezione moderata nel capitolo 2 della Carta Europea per le lingue regionali o minoritarie.

## Classificazione
- Lingue indoeuropee
  - Lingue germaniche
    - Germanico occidentale
      - Alto tedesco
      - Basso tedesco (cfr. occidentale, orientale, e Plautdietsch (bas. ted. Mennonita))
      - Basso francone
        - Nederlandese
          - Afrikaans (con significative influenze da vocabolari di altre lingue)
          - Limburghese

      - Anglo-frisone

    - Germanico settentrionale
    - Germanico orientale

Nei Paesi Bassi e in Belgio è stato considerato appartenente al Zuidrijnmaasfrankisch, un antico gruppo dialettale del basso francone, mentre in Germania si considera come facente parte del gruppo tedesco centrale occidentale. Questa differenza si deve al fatto che per belgi e olandesi i dialetti centro-tedeschi sono caratterizzati dal fatto di non aver subito nessuna delle tre rotazioni consonantiche.

## Caratteristiche
Il limburghese è parlato da circa 1.600.000 persone tra Paesi Bassi e Belgio e da altre decine di migliaia in Germania. La varietà parlata in Belgio è più influenzata dal francese.
A differenza di parecchie lingue europee, il limburghese è una lingua tonale composta da due toni. Altre lingue europee con questa caratteristica sono il lituano, lo sloveno, lo svedese, il norvegese e il serbocroato.
Il limburghese, inoltre, presenta parecchie influenze dal celtico superiori rispetto a lingue e dialetti tedeschi occidentali. L'area era originariamente abitata da tribù celtiche.

## Esempio
Huuj gaon ich e bietje later.
Oggi parto un po' più tardi.

## Varietà
Le suddivisioni dialettali sono diversamente articolate (e non esattamente corrispondenti, a seconda delle caratteristiche che vengono utilizzate per definire i confini linguistici):
- Limburghese settentrionale (Noordlimburgs)
- Limburghese occidentale (West-Limburgs)
- Limburghese centrale (Centraal-Limburgs)
- Limburghese orientale (Oost-Limburgs)
- Limburghese (Limburgs)-Ripuario